# 浜松市天文台
浜松市天文台（はままつしてんもんだい）は、静岡県浜松市中央区福島町242-1にある天文台である。施設は浜松市五島協働センターと併設されており、3階、4階が天文台となっている。

## 概要
屋上には半球型のドームがあり、ニコン製20cm屈折赤道儀が設置されている。また、屋上のドーム外のスペースに小型望遠鏡や双眼鏡を並べて天体観望会を開催することもできる。
3階には展示ホールや電光月面案内板、図書室があり、図書室には天文学に関する専門書から子ども向けの図鑑、さらに天文雑誌のバックナンバーも蔵書されている。

## 開台時間
- 火曜日・水曜日・木曜日　9:00 - 17:30[3]
- 金曜日・土曜日・日曜日　13:00 - 21:00[3]

## 休台日
- 月曜日[3]
- 祝日[3]
- 年末年始[3]

## アクセス
遠鉄バス1遠州浜蜆塚線「福島」停留所から徒歩約3分。（浜松駅バスターミナルから1遠州浜温泉／遠州浜四丁目行バスで約20分。）